# Serguei Polinski
Serguei Mikhàilovitx Polinski (en rus Сергей Михайлович Полынский) (óblast de Riazan, 16 de setembre de 1981) és un ciclista rus, ja retirat, especialista en la pista. Va participar en els Jocs Olímpics de 2008 a la prova de Keirin i a la de Velocitat per equips.